# Hélder Baldé
Hélder Bafode Baldé (sinh ngày 3 tháng 8 năm 1998) là một cầu thủ bóng đá người Bồ Đào Nha thi đấu cho Benfica B ở vị trí hậu vệ.